# Créophylos de Samos
Créophylos de Samos (en grec ancien Κρεώφυλος / Kreốphulos, parfois francisé en Créophyle) est un poète grec archaïque, originaire de l'île de Samos, contemporain d'Homère, soit du VIIIe siècle av. J.-C.
Il serait l'auteur de poèmes cycliques :
- Une Minyade ou Phocaïde[1] ;
- Une Prise d'Œchalie, évoquant les conflits entre Héraclès et Eurytos, le père de Iole dont Sophocle s'inspira pour ses Trachiniennes[2],[3].
- D'un poème sur le meurtre des enfants de Médée par un proche de Créon, lorsque la magicienne se fut enfuie, après avoir empoisonné le roi de Corinthe[4].

Platon se moque de son nom au Livre X de La République en y associant les mots viande (κρέας : chair, viande) et tribu (φῦλον) et semble en faire peu de cas.
La tradition en fait un proche d'Homère dont il aurait été un rival, un disciple voire son gendre,,,. Une tradition ancienne veut qu'il ait accueilli Homère chez lui, et qu'un poème de Créophyle ait été attribué à Homère,.
Ses descendants restèrent connus à Samos, ils conservaient des textes anciens (notamment d'Homère) et Pythagore aurait eu un de ses descendants ou disciple pour enseignant,